# Jack Weddle
Jack Weddle (5 novembre 1905 – 1979) è stato un allenatore di calcio e calciatore inglese, attaccante del Portsmouth nel periodo tra la Prima e la Seconda guerra mondiale e dopo la Seconda Guerra Mondiale e nel dopoguerra. È stato allenatore del Blackburn dopo il ritiro.

## Caratteristiche tecniche
Era un attaccante, in particolare una punta centrale.

## Carriera

### Giocatore
Jack Weddle giocò nel Portsmouth per 10 anni, dal 1928 al 1938. È uno dei giocatori con più presenze nella storia del Portsmouth, avendo disputato 368 partite segnando 171 gol. I tifosi del club si riferivano a lui con il soprannome "Steamboat Weddle", e durante le partite i tifosi intonavano il coro "Give it to Weddle", riferendosi al pallone. Alla prima stagione con il Portsmouth (1928-1929) segnò 4 gol nella finale della Hampshire Cup. A gennaio 1930 segnò la sua prima tripletta con il Portsmouth, in una vittoria per 7-1. Fu capocannoniere del Portsmouth per 6 stagioni diverse, e la stagione più prolifica fu la Premier League 1934-1935, in cui segnò 25 gol. Nel 1938 firmò con il Blackburn, e con questo club perse la finale di War Cup contro il West Ham Utd, che vinse 1-0.

### Allenatore
Dopo aver terminato la carriera da giocatore divenne l'allenatore del Blackburn, dove rimase per 9 anni. Tra le altre partite, era allenatore nella finale della FA Cup 1959-1960, persa 3-0 contro il Wolverhampton.

## Vita privata
Jack Weddle ebbe un figlio, David John Weddle. Oltre a giocare a calcio, amava anche il cricket: ogni estate si recava a Whitburn, in Scozia, e frequentava il Whitburn Cricket Club.

## Statistiche[4]

### Presenze e reti nei club
Statistiche aggiornate al 1958.

#### Giocatore
| Stagione          | Squadra           | Campionato        | Campionato | Campionato | Coppe nazionali | Coppe nazionali | Coppe nazionali | Coppe continentali | Coppe continentali | Coppe continentali | Altre coppe | Altre coppe | Altre coppe | Totale | Totale | Totale |
| Stagione          | Squadra           | Comp              | Pres       | Reti       | Comp            | Pres            | Reti            | Comp               | Pres               | Reti               | Comp        | Pres        | Reti        | Pres   | Reti   |        |
| ----------------- | ----------------- | ----------------- | ---------- | ---------- | --------------- | --------------- | --------------- | ------------------ | ------------------ | ------------------ | ----------- | ----------- | ----------- | ------ | ------ | ------ |
| 1927-1928         | Portsmouth        | PL                | 14         | 9          | -               | -               | -               | -                  | -                  | -                  | -           | -           | -           | 14     | 9      |        |
| 1928-1929         | Portsmouth        | PL                | 31         | 8          | -               | -               | -               | -                  | -                  | -                  | -           | -           | -           | 31     | 8      |        |
| 1929-1930         | Portsmouth        | PL                | 42         | 20         | -               | -               | -               | -                  | -                  | -                  | -           | -           | -           | 42     | 20     |        |
| 1930-1931         | Portsmouth        | PL                | 40         | 24         | -               | -               | -               | -                  | -                  | -                  | -           | -           | -           | 40     | 24     |        |
| 1931-1932         | Portsmouth        | PL                | 40         | 22         | -               | -               | -               | -                  | -                  | -                  | -           | -           | -           | 40     | 22     |        |
| 1932-1933         | Portsmouth        | PL                | 39         | 20         | -               | -               | -               | -                  | -                  | -                  | -           | -           | -           | 39     | 20     |        |
| 1933-1934         | Portsmouth        | PL                | 41         | 17         | -               | -               | -               | -                  | -                  | -                  | -           | -           | -           | 41     | 17     |        |
| 1934-1935         | Portsmouth        | PL                | 39         | 25         | -               | -               | -               | -                  | -                  | -                  | -           | -           | -           | 39     | 25     |        |
| 1935-1936         | Portsmouth        | PL                | 39         | 20         | -               | -               | -               | -                  | -                  | -                  | -           | -           | -           | 39     | 20     |        |
| 1936-1937         | Portsmouth        | PL                | 37         | 10         | -               | -               | -               | -                  | -                  | -                  | -           | -           | -           | 37     | 10     |        |
| 1937-1938         | Portsmouth        | PL                | 6          | 0          | -               | -               | -               | -                  | -                  | -                  | -           | -           | -           | 6      | 0      |        |
| Totale Portsmouth | Totale Portsmouth | Totale Portsmouth | 368        | 171        |                 | -               | -               |                    | -                  | -                  |             | -           | -           | 368    | 171    |        |
| 1938-1939         | Blackburn         | PL                | ?          | ?          | -               | -               | -               | -                  | -                  | -                  | -           | -           | -           | ?      | ?      |        |
| Totale carriera   | Totale carriera   | Totale carriera   | 368        | 171        |                 | -               | -               |                    | -                  | -                  |             | -           | -           | 368    | 171    |        |

## Palmarès

### Giocatore

#### Competizioni nazionali
- Campionato inglese di seconda divisione: 1

Blackburn: 1938-1939